# Zuma
Se även Jacob Zuma.
Zuma är ett musikalbum av Neil Young och Crazy Horse, utgivet 1975. Det är uppkallat efter Zuma Beach i Los Angeles, där Young hade ett hus.
Låten "Through My Sails" spelades in med Crosby, Stills, Nash & Young för en skiva som aldrig blev av.

## Låtlista
1. "Don't Cry No Tears" - 2:34
2. "Danger Bird" - 6:54
3. "Pardon My Heart" - 3:49
4. "Lookin' For a Love" - 3:17
5. "Barstool Blues" - 3:02
6. "Stupid Girl" - 3:13
7. "Drive Back" - 3:32
8. "Cortez the Killer" - 7:29
9. "Through My Sails" - 2:41

## Listplaceringar
| Lista (1975)   | Position             |
| -------------- | -------------------- |
| Finland        | 27                   |
| Frankrike      | 13                   |
| Japan          | 84 (Oricon)          |
| Nederländerna  | 4                    |
| Storbritannien | 44 (UK Albums Chart) |
| USA            | 25 (Billboard 200)   |